# 刘锡瑛
刘锡瑛（1894年—1966年），男，直隶（今河北）滦县人，中国教育家、电机专家，九三学社中央委员会常务委员。

## 生平
曾任天津大学副校长、校长，第一至四届天津市政协副主席，第二至四届全国政协委员。